# Fajka (nurkowanie)

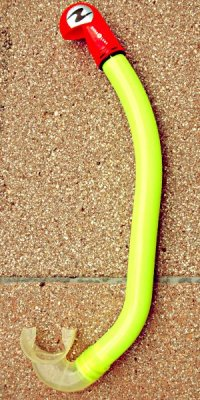
Fajka

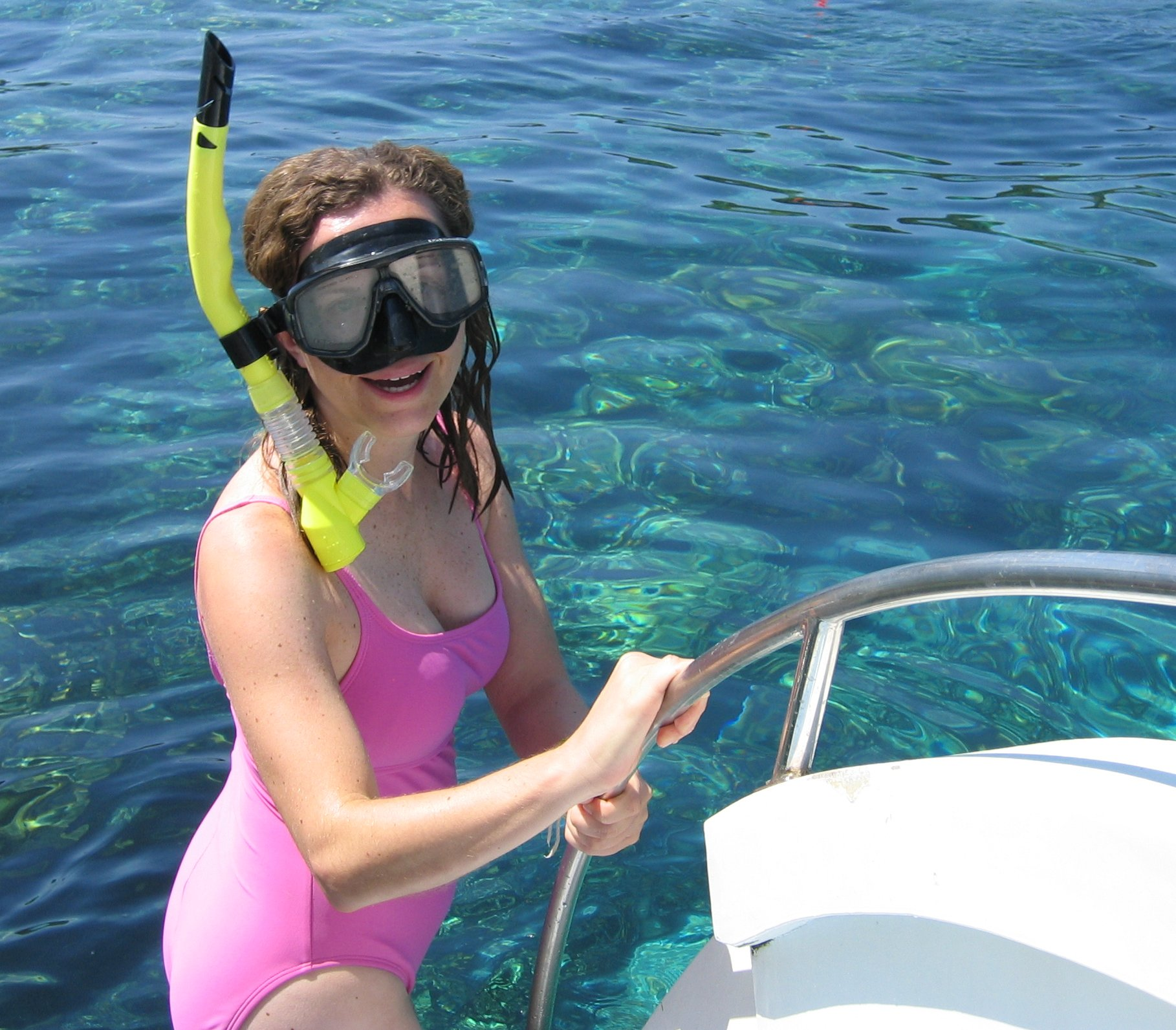
Nurek w masce z rurką

Fajka, rurka do nurkowania – sprzęt pływacki, służy do swobodnego oddychania przy powierzchni wody bez konieczności podnoszenia głowy, pozwalający na dowolnie długie, lecz płytkie pływanie z zanurzoną głową.
Fajka do nurkowania zbudowana jest z rurki, ustnika, zapinki, zaworu zwrotnego.
Typy fajek:
- zwykła,
- z zaworkiem lub dwoma zaworkami wydechowymi przy ustniku, pozwalającym na wydmuchanie wody z wnętrza fajki,
- z zabezpieczeniem górnym, zmniejszającym ryzyko dostania się wody do wnętrza fajki,
- kombinacje obu powyższych.

Odmianą rurki do nurkowania jest rurka czołowa służąca do doskonalenia techniki pływania (głównie kraula).